# Hartón del Valle
El Hartón del Valle es una raza bovina autóctona del Valle del Cauca, Colombia.

## Historia de la raza
El Hartón del Valle tuvo su origen, como los demás bovinos criollos colombianos, en los vacunos ibéricos traídos por los españoles durante la época de la colonia. Llegaron al valle geográfico del río Cauca especialmente por el norte y sur. Los que entraron por el sur eran derivados de los descendientes de los ganados traídos de Quito por Belalcázar y sus tenientes a Patía, Pubenza y Jamundí, para llegar poco después a Cali. En la década de 1540 llegaron a Cali también algunos ejemplares traídos por el camino de Dagua (Occidente) procedentes de La Española y Nicaragua, por la vía Panamá - Buenaventura.
En el Hartón del Valle se encuentran combinadas diferentes razas ibéricas: la Rubia gallega y sus modalidades Palmera y Canaria, la Asturiana de los valles y la Menorquina o Mahonesa, las cuales se mezclaron entre sí en diversas proporciones, A partir de estas combinaciones se formó la raza Hartón, la cual después de muchos años de vida en la región, seleccionada más en forma natural que por el hombre, se encuentra adaptada al Valle del Cauca, en donde siempre ha vivido en cría cerrada.

### Estado actual
Desde su introducción y después de muchos años, este ganado ha permanecido en su forma natural, seleccionándose más por su adaptación que por su producción, sin régimen especial de alimentación y manejo. 
Producto de esta selección natural fueron formándose animales adaptados y resistentes a enfermedades, razones que utilizaron para desplazarlos a zonas áridas, de poca vegetación, resultando animales con una producción de leche y carne aceptables a su condición de adaptado natural. Su cría fue siempre extensiva hasta que llegó la ola de importación de razas que la absorbió casi totalmente. 
Fue con este sistema como desaparecieron gran parte de las ganaderías criollas del Valle del Cauca. Los mejores núcleos fueron absorbidos por la raza Holstein, otros rebaños fueron reemplazados totalmente por el Cebú, operación que empezó en la década de 1900-1910, cuando Carlos Eder importó a Colombia por primera vez el Cebú, con el fin de cruzarlo con el criollo y obtener híbridos fuertes para el transporte de la caña de azúcar.
Hay que resaltar que esta raza fue la base para la creación de la raza lucerna en el Valle del Cauca, al realizar cruzamientos entre las razas Hartón del Valle, Holstein y Shorthorn. 
Los mayores núcleos actuales de la raza Hartón del Valle se han desplazado del Valle del Cauca hacia las costa Caribe colombiana, debido a que las tierras del río Cauca se han convertido en tierras de cultivos y la cantidad de tierra para ganado ha ido perdiendo terreno.

### Características
Su desarrollo y fisiología están acordes con el grado de adaptabilidad a medios tropicales y además como no ha pasado todavía por un adecuado proceso de selección para precocidad, su respuesta no es tan espectacular como en las razas altamente seleccionadas para esta característica.
Sin embargo, los pesos de los terneros al destete a los 8 meses son bastante buenos: 180 kilos para las hembras y 200 kilos para los machos, y si se les continúa con un sistema de manejo y alimentación adecuadas alcanzan desarrollos y pesos significativos: 280 kilos en las hembras y 300 kilos en los machos a los 18 meses de edad (Archila y Bernal, 1983) 

### Producción de carne
La aptitud cárnica ha sido reconocida por los ganaderos: González y Arango (1974) registran pesos promedios para hembras adultas de (n=50) de 471.7 kg y apara toros adultos ( 4 años) de 726 Kilos